# The Goonies (videogioco 1985)
The Goonies è un videogioco di avventura dinamica a piattaforme basato sul film I Goonies, pubblicato nel 1985 per Apple II, Atari 8-bit e Commodore 64 da Datasoft e nel 1986 per Amstrad CPC e ZX Spectrum da U.S. Gold.
Una conversione amatoriale per Commodore 16 apparve nel 1991 e un remake amatoriale per Windows nel 2010. Gli altri The Goonies della Konami, usciti per MSX, NES e altri, sono invece dei giochi differenti, sebbene siano sempre di genere platform.

## Trama
Come nel film I Goonies, lo scopo è recuperare il tesoro del pirata Willy l'Orbo nascosto nel sottosuolo, controllando i sette ragazzi che compongono il gruppo dei Goonies. Si comincia da un edificio dove bisogna evitare la terribile "Mamma" della banda Fratelli, da cui si accede al sottosuolo per poi attraversare caverne piene di pericoli fino a raggiungere la nave pirata in un lago sotterraneo.

## Modalità di gioco
Il gioco è composto da 8 livelli e in ciascuno si controllano due diversi dei sette Goonies. In giocatore singolo si può passare in ogni momento dal controllare l'uno o l'altro personaggio, oppure due giocatori in cooperazione possono controllare simultaneamente i due personaggi.
Ogni livello è un diverso ambiente a piattaforme, a schermata fissa, con visuale di profilo. I due personaggi possono correre orizzontalmente, saltare e usare scale a pioli. Per superare un livello bisogna portarli entrambi all'uscita, ed è sempre necessario farli cooperare e interagire con l'ambiente per risolvere la situazione; ad esempio nel primo livello un personaggio deve distrarre "Mamma" attivando una macchina stampasoldi, per permettere all'altro di rovesciare dell'acqua e spegnere il focolare che nasconde il passaggio sotterraneo.
I problemi sono ogni volta diversi e si devono affrontare trappole, pozze letali, getti di vapore, membri della banda Fratelli, creature tra cui pipistrelli e una piovra. Se uno dei due personaggi tocca un nemico o un oggetto pericoloso, si perde una vita e si ricomincia il livello da capo.